# أحداث تازة سنة 2012
أحداث تازة سنة 2012 هي مواجهات حدثت بين قوات الأمن ومحتجين في مدينة تازة، أطلقت شرارتها مظاهرات ضد غلاء فواتير الماء والكهرباء، واتسعت بعد أن التحق بها معطلون وناشطون حقوقيون، لتنزلق إلى أعمال عنف متبادلة بين الشرطة والمتظاهرين نجمت عنها إصابات في صفوف الطرفين، وحصار بعض الأحياء، واعتقالات ومحاولات اقتحام مقرات مؤسسات عمومية.

## الأحداث
اشتعل فتيل المواجهات حوالي الساعة 11 و30 دقيقة من صبيحة يوم الأربعاء 4 يناير 2012، إثر تعرض كل من أعضاء حركة المعطلين المجازين والجمعية الوطنية لحملة الشهادات المعطلين بالمغرب لعملية قمع بباب عمالة الإقليم، إثر قيام قوات الأمن بفض اعتصام للمجازين المعطلين بالقوة، ليتدخل سكان الأحياء المهمشة في مواجهات عنيفة مع الأمن.

### ملاحقة المتظاهرين
حسب رواية بعض النشطاء، فقد تعرضت العديد من المنازل للمداهمات من قبل القوات العمومية بعد تكسير أبوابها أثناء مطاردتهم للمتظاهرين مما تسبب في بث الهلع والخوف بين سكان تلك الأحياء، ويضيف هؤلاء أنه تم تهديد الكثير من نساء المدينة بالاغتصاب والقتل من رجال السلطة.
التحركات الأمنية أتت بعد يوم كامل من الاحتجاجات، وبعد محاولة اقتحام السجن المدني وعمالة تازة ومحكمة الاستئناف. فحسب رواية وزارة الداخلية، فالتدخل الأمني كان يهدف إلى إخلاء الساحات العمومية ووقف عرقلة السير في الشارع العمومي.
طالت بعدها حملة اعتقالات عددا من شباب المنطقة.

### الحكومة
حسب بيان الحكومة فإن السلطات المحلية بالمدينة دعت هؤلاء المحتجين إلى الحوار وسعت لإشراك ممثلي السكان من برلمانيين وهيئات مدنية لإيجاد حل للمشكل، إلا أنه حدث انزلاق أدى إلى رشق مقر العمالة بالحجارة، مما نتجت عنه إصابات واحتكاكات.
أكدت الحكومة أن الأوضاع الاقتصادية والاجتماعية الصعبة التي تعيشها المدينة لا يمكن أن تجد طريقها إلى الحل إلا في إطار حوار بين كافة مكوناتها ٬ وأن هناك أولوية لحل المشاكل الاجتماعية التي كانت وراء الأحداث التي عرفتها مدينة تازة ٬ خاصة ما يتعلق بفواتير الكهرباء والتشغيل.
في 5 فبراير 2012 اتهمت الحكومة بعض وسائل الإعلام، ومنها بعض المواقع الإلكترونية، ب «اختلاق أحداث أو تضخيمها أو تقديم أخبار زائفة أو ملفقة» مما أدى إلى «تغليط الرأي العام وإثارته»، وبذلك تكون - حسب بلاغ الحكومة- قد «خرقت القانون وانتهكت ما تقتضيه أخلاقيات المهنة من التحري والإنصاف وتوخي بيان الحقيقة».
وأدانت الحكومة المغربية إقحام رموز الدولة وثوابتها.
التقرير الذي أعدّه الوزير المنتدب في الداخلية الشرقي الضريس هو ما دفع الحكومة إلى أن تصدر هذا الاستنتاج في البيان.

### ناشطون حقوقيون
يوم الثلاثاء 7 فبراير انطلقت قافلة التضامن من الدار البيضاء والقنيطرة والرباط تهدف إلى التضامن مع المتظاهرين في تازة، شارك فيها حقوقيون وصحفيون وناشطون داخل حركة 20 فبراير.